# 아태 지역 식물 보호 위원회
아태 지역 식물 보호 위원회(Asia and Pacific Plant Protection Commission, APPPC)는 식물 병해충의 지역 내 유입 및 확산을 방지하기 위하여 FAO/국제식물보호협약(IPPC)에 따라 1956년에 설립된 국제 기구이다. 대한민국은 1981년 11월 가입하였다. 회원국은 24개국이며, 본부는 태국 방콕에 있다. 현 의장국은 필리핀이다.

## 설립 배경
1956년 2월 27일 동남아 태평양지역 식물보호협정이 FAO 이사회에서 채택되고, 동년 7월 2일까지 호주, 스리랑카, 영국, 라오스, 인도네시아, 포르투갈, 베트남, 인도 등 8개국이 동 협정에 서명함에 따라 발효되었다. 위원회는 동 협정 제 2조에 의거하여 설치된 것으로, 설치 당시의 명칭은 Plant Protection Committe for the South East Asia and Pacific Region(PPCSEAPR)이었으나, 1978년 제 11차 총회에서 이를 Asia and Pacific Plant Protection Commission으로 바꾸자는 개정안이 채택되고, 이 개정안이 1983년 2월 16일 발효됨으로써 현재의 명칭이 되었다.

## 회원국
회원국은 24개 국가이다.
- 네팔, 뉴질랜드, 대한민국, 라오스, 말레이시아, 미얀마, 방글라데시, 베트남, 사모아, 솔로몬제도, 스리랑카, 오스트레일리아, 인도, 인도네시아, 조선민주주의인민공화국, 중화인민공화국, 캄보디아, 태국, 통가, 파키스탄, 파푸아뉴기니, 프랑스, 피지, 필리핀

## 주요 임무 및 역할
- APPPC 2개년 사업계획 수립 및 시행
- 식물검역 국제기준(안) 검토 및 지역기준 개발 채택
- 국가별 병해충 발생, 발생 상황 및 검역제도 변경 등 정보교환
- 회원국 검역능력향상을 위한 기술지원 활동
- IPPC와 여타 지역식물보호기구와의 협력방안 논의
- 3개 상임위(식물검역, IPM, 농약) 사업계획 수립 및 시행

## 조직
- 총회(격년 개최), 3개 상임위원회(식물검역, IPM(병해충 종합관리), 농약), 지역기준위원회, 사무국 등

## 총회 개최
- 2011년 : 베트남
- 2003년 : 말레이시아
- 2005년 : 태국
- 2007년 : 중화인민공화국
- 2009년 : 인도
- 2011년 8월 15일 ~ 19일 : 필리핀 마닐라
- 2013년 : 대한민국

## 한국과의 관계
- 대한민국은 1981년 11월 1일에 협정에 대한 가입서를 발송함으로써 동 위원회의 23번째 회원국이 되었다. 1991년 제 16차 총회에서 대한민국은 호주, 중국, 인도 등과 함께 집행위원회 위원으로 지명되었다.
- 관련 기관 : 농림수산검역검사본부 식물검역부

## 같이 보기
- 식량 농업 기구(FAO)
- 국제 식물 보호 협약(IPPC)